# Carretera estatal 127 Septentrional Sarda
La carretera estatal 127 Septentrional Sarda (SS 127) és una carretera estatal italiana. És la carretera més vella que connecta el nord de Sardenya.

## Trajectòria

### D'Olbia a Tempio Pausania
Comença a Olbia, de la carretera estatal 125 Oriental Sarda, i es dirigeix cap a l'oest a través de l'interior de l'illa. Des d'Olbia la carretera puja lentament cap a la serralada central, arribant a les viles de Telti, Calangianus i Tempio Pausania. Aquesta secció és particularment popular entre els motoristes, degut a les nombroses corbes i el paisatge espectacular que travessa. A Tempio Pausania la carretera creua la carretera estatal 392 del Llac Coghinas i la carretera estatal 133 de Palau.

### De Tempio Pausania a Sàsser
Da Tempio Pausania el traçat es degrada cap als turons del nord de l'illa, supera la inflexió per Bortigiadas (després que es ramifica la Carretera estatal 672 Sàsser-Tempio en una autopista) i després de passar el riu Coghinas entra en la província de Sàsser a Perfugas. Continua cap a l'oest, en una trajectòria corba a través de Laerru (on surt el carretera estatal 134 de Castel Sardo), Martis (on es divideix la carretera estatal 132 Ozieri), Nulvi i Osilo. Després d'uns quilòmetres per fi arriba a Sàsser, unint-se a l'antiga ruta de la carretera estatal 131 Carlo Felice a l'oest de la ciutat.

## Carretera estatal 127 bis Septentrional Sarda
La carretera estatal 127 bis Septentrional Sarda (SS 127 bis) és una carretera estatal italiana. Pràcticament és la continuació de la carretera estatal 127 Septentrionale Sarda (de Sàser) vers la costa occidental de l'illa, l'Alguer i la Costera del Coral.

### Ruta: de Sàsser a l'Alguer
Té l'origen a la capital, des de l'oest de la ciutat, creuant d'antuvi la carretera estatal 131 Carlo Felice, i continuar vers l'Alguer travessant alguns països, entre ells Uri i passant a la vora de l'estany artificial de Cuga. Arribada a l'Alguer, la travessa en un tram urbà al llarg d'uns pocs quilòmetres des de l'est cap al nord, per continuar, després de tocar Fertília i Maristel·la, a la badia de Port del Comte.
Recentment, al traçat original encara existent i competència ce l'ANAS, se li han fet ajustaments des de l'habitatge d'Uri fins a l'encreuament amb la carretera que uneix Olmedo amb l'Alguer, reduint el temps necessari per connectar la capital provincial a la ciutat catalana en aproximadament mitja hora amb cotxe. Aquesta s'allarga per desplaçar-se cap a la carretera que connecta Sàsser amb Ittiri, que té el caràcter d'autovia de dos carrils. La connexió Sàsser-Alguer, però, és més transitada en la seva direcció principal i més fluida, la carretera estatal 291 de Nurra.
Amb la construcció del nou traçat de la carretera estatal 131 Carlo Felice de Sàsser a Porto Torres, ha canviat la pedra angular inicial de la carretera, ara col·locada en intersecció amb el nou traçat de la SS 131. Els primers 1,652 quilòmetres van ser conseqüentment decomissats i cedits al municipi de Sàsser.